# Alapítvány és Birodalom
Az Alapítvány és Birodalom (angolul: Foundation and Empire) Isaac Asimov 1952-ben megjelent könyve, az Alapítvány-trilógia második része. Két novellát tartalmaz, amelyet eredetileg az Astounding Science Fiction magazin jelentett meg, majd a Gnome Press adta ki először könyv formájában őket 1952-ben. Magyar nyelven először 1972-ben jelent meg a Kozmosz Fantasztikus Könyvek sorozatban Baranyi Gyula fordításában.
- Az első novella, A Generális (angolul: The General) először az Astounding Science Fiction magazin 1945. áprilisi számában jelent meg The Dead Hand (A halott kéz) címmel.
- A második novella, Az Öszvér (angolul: The Mule) először az Astounding Science Fiction magazin 1945. novemberi és decemberi számaiban jelent meg két részben.

2006-ban a könyv mindkét elbeszélését nevezték az 1946-os retro Hugo-díjra – A Generálist a kisregény kategóriában, Az Öszvért pedig a regény kategóriában, és az utóbbi meg is nyerte az 1946-os retro Hugo-díjat a regény kategóriában.

## Történet

### Első rész:A Generális
A könyv első fele, amely azt meséli el, hogyan kerül egymással szembe a zsugorodó és gyengülő, ám még haláltusájában is erős Első Galaktikus Birodalom, valamint a Periférián kereskedelmi nagyhatalommá váló Első Alapítvány.
A Birodalom élén ekkor II. Cleon, az utolsó erőskezű császár áll, az ő kezét azonban gyakorlatilag gúzsba kötik az udvari arisztokrácia folyamatos belharcai. Leghűségesebb udvaronca a kegyetlen Brodrig, akin keresztül – Cleon gyógyíthatatlan, súlyos betegsége miatt – ügyeit intézi.
A birodalmi hadsereget egy fiatal és ambiciózus tábornok, Bel Riose vezeti, akit heves természete miatt, egyfajta száműzetésként tettek meg a lázongó birodalmi határtartomány, Siwenna kormányzójának. Riose itt felkeresi Ducem Barrt, egykori birodalmi patríciust, hogy információkat szerezzen a nép által "varázslóknak" nevezett emberekről. Barr elmondja neki, hogy az ú.n. "varázslók" valószínűleg az Alapítvány kereskedői, Riose pedig, kihívást látva a Periféria felé vezetendő hadjáratban, maga indul felderítésre, egyenesen Terminusra.
Visszatérése után magához rendeli Barrt, mint egyfajta tanácsadót, bár nem bízik meg benne. Ugyanis a legutolsó siwennai vérengzést elrendelő alkirály az ő kezeitől halt meg. Ő egyébiránt annak az Onum Barrnak az ötödik, egyedüliként életben maradt fia, akivel Hober Mallow az Alapítvány Kalmárfejedelmek című fejezetében korábban találkozik.
A háború megindítása előtt Riose, bár nem lenne szüksége rá, Barr intése miatt erősítést kér a császártól, s ezzel felhívja magára az udvar figyelmét. Cleon kinevezi Brodrigot személyes küldöttének, aki így szemmel tarthatja Riosét.
Az Alapítványt ekkor irányító kalmárfejedelmek vonakodnak felvenni a nyílt harcot, inkább váltságdíjakkal, tárgyalásokkal akarják elkerülni a háborút, amiben – a szembenálló erők nagyságát tekintve – csak vesztesek lehetnek. Amikor kísérleteik kudarcot vallanak, egy kémet, Lathan Deverst küldik, hogy belső információkat szerezhessenek a birodalmiakról. A későbbiekben Deverst és Barrt együtt tartják fogva, és együtt dolgozzák ki tervüket Riose elbuktatására. Ennek a tervnek a részeként Devers megpróbálja elhitetni Brodriggal, hogy a tábornok a császár megdöntését tűzte ki maga elé egy olyan anyagátalakító-technológia segítségével, melyet csak az Alapítványon keresztül kaparinthat meg. Brodrig hisz a kereskedőnek, azonban ahelyett, hogy letartóztattatná Riose-t, csatlakozik a hadjárathoz, hogy részesülhessen a majdani sikerből.
A háború rosszul alakul az alapítványiak számára, így Barr és Devers megszökik, és egyenesen Trantorra mennek, hogy a császárt informálják az ellene szőtt összeesküvésről. Tervük nem sikerül és menekülniük kell, ám mire megérkeznek Terminusra, a háború befejeződött.
Cleon, tartva egy erős tábornok – Riose – esetleges puccskísérletétől, visszahívja Riose-t és Brodrigot, és koholt vádakkal, koncepciós perrel elítélik és kivégzik őket. Siwenna felkel a birodalmi hadsereg hátában, és a Birodalom politikai fennhatósága alól az Alapítvány gazdasági fennhatósága alá helyezi magát.

### Második rész:Az Öszvér
A könyv második fele. Egy titokzatos, a Seldon-terv által előre nem látott hódító felemelkedéséről szól, aki Öszvérnek nevezi magát. Az Öszvér valójában egy mutáns, aki a Második Alapítvány embereihez hasonló, de legtöbbjüknél jóval erősebb mentális hatalommal rendelkezik. Az Alapítvány pereme c. regényből megtudjuk, hogy az Öszvér a Gaia bolygón született, ám renegátként elhagyta azt A.K. 303-ban (G.K. 12 369).
Az itt leírt események az Alapítási Kor 310-ik évében játszódnak (G.K. 12 376).
A történet a Darell házaspár, Toran és Bayta Darell Menedékre, egy független kereskedővilágra érkezésével kezdődik. Friss házasok, és Toran apjához és nagybátyjához érkeznek látogatóba, akik mindketten a politikai élet aktív képviselői – Toran apja, a félkarú Franssart forradalmár, heves és lobbanékony, féltestvére, Randu azonban a háttérbe húzódva irányítja Menedék külpolitikáját. Az ő ötlete nyomán indul Toran és Bayta a Kalganra, hogy ott töltsék nászútjukat és kapcsolatba lépjenek a nemrégiben a semmiből felbukkant hadúrral, az Öszvérrel. Megérkezésük után hamarosan találkoznak egy mutatványossal, akit Toran vakmerően megszöktet a kalgani rendőrség elől. A mutatványos Magnifico Giganticusként mutatkozik be, és azt állítja, az Öszvér szökött bohóca. Darellék, miután felkeresi őket Han Pritcher kapitány – aki alapítványi ügynökként dolgozik a Kalganon –, és meggyőzi őket, hogy a szökött bohócot felhasználhatnák az Öszvér ellen, magukkal viszik az Első Alapítvány fővárosára, Terminusra. Megérkezésük után tudják meg, hogy az Öszvér – Magnifico elhurcolását ürügyül felhasználva – háborút indított az Alapítványi területek ellen.
Az Alapítványt ekkoriban a polgárháború fenyegeti, a feszült belpolitikai helyzetben három erő feszül egymásnak. A hatalom az Indbur dinasztia polgármesterei által irányított, egyre inkább önkényuralmi módszereket alkalmazó kormány kezében van. A kiterjedt, ám évtizedek óta gyengülő Demokratikus Földalatti párt a szabad választásokért küzd az indburi vezetés ellenében. A harmadik erő az alapítványi külterületek, a Független Kereskedővilágok szövetsége, melyek Terminussal kerülnek szembe – míg az anyabolygó központosítaná a vezetést és adókat vetne ki a kereskedőkre, azok mindenáron meg akarják őrizni függetlenségüket. (A huszonhét kereskedővilág közül csak néhányat ismerünk meg közelebbről, Menedéket, Mnemont, Isst és Radole-t.) Ilyen körülmények között éri hát a külső támadás a felkészületlen és a Seldon-terv iránt vakhitet tápláló Alapítványt.
Darellék Terminuson találkoznak Ebling Missel, aki az Alapítvány legbefolyásosabb tudósa, tekintélye segítségével még III. Indbur polgármesterrel is nyíltan ellenszegül. Mis pszichológus, akinek feladata Hari Seldon pszichohistóriájának újjáélesztése. Ő hozat Magnificónak egy szonovizort, egy hangszert, mellyel a későbbiek folyamán a bohóc hangversenyeket ad az Alapítvány elitjének. A pszichológus szerint Seldon-válság van készülőben, következtetéseit pedig, bízva a nép kedvező reakciójában, a polgármester nyilvánosságra hozza. Az alapítványiak úgy hiszik, a közelgő válság az Öszvér támadását jelenti, így a Seldon-tervnek megfelelően automatikusan el fog hárulni a veszedelem. Az Öszvér flottája eközben súlyos vereséget mér a folyamatosan visszavonuló alapítványi hadseregre Horleggornál és háborút indít a Független Kereskedők ellen, így az alapítvány megosztott belső erői összefognak a hódítás ellen. Hamarosan azonban, Hari Seldon Időkriptában való megjelenésének napján az ellenséges erők beveszik Terminust. Az időkriptában kiderül, hogy az Öszvér olyan új tényező, amivel Hari Seldon terve nem számolt. Ugyanis Seldon hologramja az Alapítvány önkényuralmi berendezkedésű kormánya és a Független Kereskedők valamint a Terminusi Demokratikus Ellenzék között dúló polgárháborúról beszél az időkriptában. Az Öszvér támadása miatt azonban ez a polgárháború nem valósult meg. Darellék, Magnifico és Ebling Mis a Menedékre menekülnek. A kereskedővilág néhány hónapos ostrom után szintén elesik, a társaság ekkor azonban már Trantor, a régi birodalmi főváros felé tart, hogy a Randutól kapott megbízatásnak megfelelően megkeressék a Második Alapítványt és a segítségét kérjék. Han Pritcher kapitányt elfogják a megszállt Terminuson, miközben merényletet próbál végrehajtani az általa Öszvérnek vélt ember ellen, aki valójában Kalgan volt hadura és az Alapítvány jelenlegi alkirálya.
Darellék és útitársaik a Trantor felé először Neotrantorra, az egykori Delicass bolygóra érkeznek. A Nagy Dúlás, Trantor pusztulása óta ez a húsz mezőgazdasági világra zsugorodott Birodalom székhelye, ahol a császár, IX. Dagobert elé folyamodnak. Itt a koronaherceg és segítője, egy Commason nevű földesúr fogságába esnek, ahonnan Magnifico segítségével szabadulnak ki. Magnifico a herceg parancsára játszani kezd szonovizorján, amelynek szellemi befolyásoló erejével megöli fogvatartóját.
Trantorra érkezve a helyi földművesek békésen fogadják őket, Ebling Mis pedig beveszi magát a Birodalmi Könyvtár még mindig sértetlenül álló épületébe, hogy a több évszázados feljegyzések között rábukkanjon a Második Alapítvány nyomára. Ez kemény, megszállott munkával sikerül is neki, azonban mielőtt elárulhatná eredményeit társainak, Bayta lelövi őt. A nő elárulja Torannak, hogy Magnifico valójában az Öszvér, aki Mis révén akart rábukkanni a Második Alapítványra és elpusztítani azt. Magnifico beismeri, hogy Bayta sejtése helytálló, és valóban ő az Öszvér. Különleges képessége abban rejlik, hogy mutációjának köszönhetően képes befolyásolni az emberi érzelmeket. A megadás érzelmi mintáját az alapítványi elitbe és az alapítvány katonai vezetőibe a szonovizorral Magnificoként adott koncertekkel ültette bele, s ugyanígy a koncerteket használta föl a Menedéken is arra, hogy a Független Kereskedők vezetőiben a megadást elérje. Bayta volt az egyetlen, akit nem manipulált, mivel a nő anélkül is szimpatizált vele és kedves volt hozzá, ami eddig ismeretlen volt az Öszvér számára. Miután felfedi tervét Darellék előtt, kifejezi az iránti reményét, hogy barátságban válnak el, majd elhagyja Trantort az időközben "megtérített" Han Pritcher oldalán, aki ekkorra már ezredes az ő szolgálatában. Bayta és Toran a Trantoron maradnak.

## Megjelenések

### Angolul
1. Foundation and Empire, Gnome Press, 1952[2]

### Magyarul
1. Alapítvány és birodalom. Tudományos fantasztikus regény; ford. Baranyi Gyula, életrajz Kuczka Péter, utószó Makkai László; Kozmosz Könyvek, Bp., 1972 (Kozmosz fantasztikus könyvek), ISBN 9632115198
2. Alapítvány és Birodalom, Kozmosz Fantasztikus Könyvek, Kozmosz Könyvek, Budapest, 1982, ford. Baranyi Gyula, ISBN 9632115198
3. Alapítvány és Birodalom, Móra Ferenc Ifjúsági Könyvkiadó, Budapest, 1994, ford. Baranyi Gyula, ISBN 9631171426
4. Alapítvány és Birodalom, Gabo Könyvkiadó, Budapest, 1999, ford. Baranyi Gyula, ISBN 9638009780
5. Asimov teljes Alapítvány-Birodalom-Robot Univerzuma, 4. kötet, Szukits Könyvkiadó, Szeged, 2003, ford. Baranyi Gyula
6. Alapítvány és Birodalom, Gabo Könyvkiadó, Budapest, 2011, ford. Baranyi Gyula, ISBN 9789636894238
7. Alapítvány-trilógia / Alapítvány / Alapítvány és birodalom / Második Alapítvány; ford. Sámi László; Gabo, Bp., 2018